# Ге, Ибраима
Ибраима Ге (Ibrahima Gaye; род. 3 июня 1982) — сенегальский шашист (международные шашки). FMJF-id 15338.

## Спортивные результаты
Мировые чемпионаты
Участник личных чемпионатов мира в блице (13 место, 2016) и рапиде (5 место, 2016) и командных чемпионатов мира в составе сборной Сенегала блице (2 место, 2016) и рапиде (3 место, 2016).
Чемпионаты Африки
Чемпионаты Сенегала
2005 - 5 место 
2013 - 9 место
2014 - 4 место